# La muerte y la doncella (obra de teatro)
La muerte y la doncella es una obra de teatro del escritor nacido en Argentina, Ariel Dorfman escrita en 1990, estrenada al año siguiente, el primero de marzo en el Teatro de la Esquina, Santiago, y publicada por primera vez en Buenos Aires, por Ediciones La Flor, en 1992. Según el autor, su tema central es «la cruda y dolorosa transición chilena a la democracia».
Es la obra chilena más representada en el mundo.

## Personajes
- Paulina Salas (de alrededor de 40 años de edad).
- Gerardo Escobar (su pareja, abogado de aproximadamente 45 años de edad).
- Roberto Miranda (doctor, de unos 50 años de edad).

## Argumento/resumen
Durante la existencia de un régimen opresivo, Paulina Salas ha sido torturada y violada por sus captores. A pesar del trauma, no delata a su novio Gerardo Escobar, que participa activamente como insurgente al régimen, siendo editor de un diario clandestino. Más tarde contraerán matrimonio y se asentarán en la costa.
Un día Gerardo tiene problemas con uno de los neumáticos de su automóvil y es llevado a casa por un hombre desconocido, Roberto Miranda. Una vez en casa, Paulina reconoce la voz del desconocido como la de su torturador. Deberá confiar en su oído, porque en las torturas llevaba los ojos vendados, y en evidencias descubiertas en el momento para hacerlo confesar y al mismo tiempo convencer a su incrédulo esposo.
El torturador de Paulina escuchaba el cuarteto de cuerda La muerte y la doncella de Franz Schubert durante los abusos; de ahí el título y la recurrente aparición de esta pieza durante toda la obra.
Gerardo no está convencido de la culpabilidad de Miranda y trata de actuar como abogado defensor para complacer la insensatez de su esposa, quien cree culpable al médico más allá de toda duda razonable. Finalmente, Gerardo le escribe una confesión a Miranda, no tanto para encontrar culpable al médico, sino para liberar a su esposa de sus demonios. Paulina graba la confesión, hace que la firme el médico y mientras Gerardo sale a preparar el auto de Miranda para su inminente liberación, la mujer reafirma una vez más su certeza sobre la identidad del torturador. Paulina admite que alteró intencionalmente pequeños detalles de su historia cuando se la compartió a Gerardo, y que Roberto corrigió esos detalles en su propia confesión. Aunque Roberto se declara inocente, ella se prepara para ejecutarlo. De repente, el espectáculo avanza en el tiempo y se ve a Paulina y Gerardo asistiendo a un concierto. Se desconoce si Paulina finalmente mató o no a Roberto. Cuando la orquesta del concierto comienza a tocar "La muerte y la doncella" de Schubert, Paulina ve a Roberto al otro lado de la sala con una luz "fantasmal", y el público se pregunta si realmente está allí o solo lo ve como un mero producto de la imaginación de Paulina. 

## Algunos montajes
- Estrenada en Chile el 1 de marzo de 1991 bajo la dirección de Anita Reeves —especialmente invitada por María Elena Duvauchelle, quien interpretó el papel de Paulina, y Ariel Dorfman— en el Teatro de la Esquina.[5] Los otros protagonistas fueron Hugo Medina y Tito Bustamante.[2]
- Estreno internacional en Londres, en el Royal Court Theatre Upstairs el 9 de julio de 1991 bajo la dirección de Lindsay Posner con Juliet Stevenson (Paulina), Bill Paterson (Gerardo), Michael Byrne (Roberto); el 4 de noviembre el espectáculo se trasladó al escenario principal del teatro.
- Broadway: Brooks Atkinson Theatre, 17 de marzo de 1992;[6] dirección: Mike Nichols con la interpretación de Glenn Close (Paulina), Richard Dreyfuss (Gerardo), Gene Hackman (Roberto).
- Abel Carrizo dirigió la segunda versión chilena, estrenada en abril del 2000 en el Teatro Municipal de Valparaíso. En Santiago, estuvo en el Teatro de la Universidad de Chile en el mes de mayo. Actuaban Norma Ortiz (Paulina), Rodolfo Pulgar y Ramón Farías[1] y, en algunas funciones, el entonces diputado Nelson Ávila. Yenny Pino, Humberto Cares, Claudio di Rocco, Manuel Miranda y Álex Rivera completaban el elenco.[5]
- Nueva Delhi: India Habitat Centre, 17 de febrero de 2002, en idioma hindi
- West End de Londres: The Harold Pinter Theatre, 2011; dir.: Jeremy Herrin, con Thandie Newton (Paulina), Tom Goodman-Hill (Gerardo), Anthony Calf (Roberto).
- Tercera versión chilena, 22 de septiembre de 2011, Teatro Antonio Varas, dirigida por Moira Miller, con Antonia Zegers, César Sepúlveda (Gerardo) y Erto Pantoja (Roberto).[5][2][1]

## Premios
Premio Laurence Olivier 1992 en la categoría mejor nueva obra.

## Adaptación fílmica
Fue llevada al cine en 1994 por Roman Polański con las actuaciones de Sigourney Weaver, Ben Kingsley y Stuart Wilson.

## Ópera
Una ópera basada en la obra de teatro fue compuesta por Jonas Forssell con libreto de Ariel Dorfman. El estreno mundial se llevó a cabo en la Ópera de Malmö (Suecia) el 20 de septiembre de 2008.